# 山城区
山城区是中华人民共和国河南省鹤壁市的一个市辖区。面积176平方公里，全区常住总人口15.5万人。區人民政府駐紅旗街83號。

## 行政区划
山城区下辖7个街道办事处、1个镇：
红旗街道、长风中路街道、山城路街道、汤河街街道、鹿楼街道、宝山街道、大胡街道和石林镇。

## 人口
根據第七次人口普查數據，截至2020年11月1日零時，山城區常住人口為155449人。